# Troianivka, Teofipol
Troianivka (în ucraineană Троянівка) este un sat în comuna Lidîhivka din raionul Teofipol, regiunea Hmelnîțkîi, Ucraina.

## Demografie
Componența lingvistică a localității Troianivka
     Ucraineană (99,62%)
     Alte limbi (0,38%)
Conform recensământului din 2001, majoritatea populației localității Troianivka era vorbitoare de ucraineană (99,62%), existând în minoritate și vorbitori de alte limbi.